# Jaghub Nadżafi
Jaghub Dżujbari Nadżafi (pers.  یعقوب نجفی) – irański zapaśnik w stylu wolnym.
Srebrny medal na igrzyskach azjatyckich w 1986. Trzykrotny medalista mistrzostw Azji. Zdobył złote medale w 1981, 1983 i brązowy w 1987.